# Dumbleyung
Dumbleyung är en ort i Australien. Den ligger i kommunen Dumbleyung Shire och delstaten Western Australia, omkring 230 kilometer sydost om delstatshuvudstaden Perth.
Sydväst om Dumbleyoung ligger sjön Dumbleyung Lake. Trakten runt Dumbleyung är nära nog obefolkad, med mindre än två invånare per kvadratkilometer.. Dumbleyung är det största samhället i trakten.
Trakten runt Dumbleyung består till största delen av jordbruksmark. Genomsnittlig årsnederbörd är 476 millimeter. Den regnigaste månaden är september, med i genomsnitt 80 mm nederbörd, och den torraste är februari, med 6 mm nederbörd.